# Bruce Kogut
Bruce Mitchel Kogut ist ein US-amerikanischer Soziologe, Wirtschaftswissenschaftler und Hochschullehrer.

## Leben
Kogut studierte ab 1971 an der University of California, Berkeley, seinen Bachelor of Arts in Politikwissenschaft erhielt er 1975 mit Auszeichnung. Anschließend wechselte er an die Columbia University, die er 1978 als Master of International Affairs verließ. An der Sloan School of Management am Massachusetts Institute of Technology graduierte er 1983 als Ph.D. Kurze Zeit später wechselte er an die Wharton School der University of Pennsylvania, wo er nach Tätigkeiten als Assistant Professor und Associate Professor zum ordentlichen Professor aufstieg. Ab 1994 bedeckte er zudem den Posten des stellvertretenden Direktors des Reginald H. Jones Center for Management Policy, Strategy, and Organization an der Hochschule. 2003 folgte er einem Ruf des Institut européen d’administration des affaires, bei dem er den Eli-Lilly-Lehrstuhl für Innovation, Wirtschaft und Gesellschaft übernahm. 2007 kehrte er in die Vereinigten Staaten zurück und übernahm die Sanford-Bernstein-Professur an der Columbia University.
Die Forschung Koguts umfasst Aspekte der Wirtschaftssoziologie,  von Social Entrepreneurship und Governance, wobei einer seiner Schwerpunkte auf dem internationalen Vergleich der beobachteten Phänomene liegt. In verschiedenen Publikationen ging er zudem auf Einflüsse der Weltwirtschaft und technologischer Entwicklungen auf das Wirtschaftsleben ein. In seinen Vorlesungen im Rahmen der MBA-Studiengänge vermittelt er zudem den Einfluss dieser Fragen auf die Unternehmensstrategie.

## Schriften
Die folgende Auflistung gibt von ihm veröffentlichte Bücher wieder; zudem hat er zahlreiche Zeitschriftenartikel und Arbeitspapiere verfasst.
- Globalization of Firms and the Competitiveness of Nations mit John H. Dunning und M. Blomstrom (1991)
- Country Competitiveness: Technology and the Organization of Work (1993)
- Redesigning the Firm mit Edward Bowman (1995)
- The Global Internet Economy (2003)
- Corporate Governance and Capital Flows in a Global Economy mit Peter Cornelius (2003)
- Knowledge, Options, and Institutions (2007)